# Jan Skalski (rycerz)
Jan Skalski, właściwie Jan z Valdštejnu i Małej Skały (ur. data nieznana, zm. 1472 w Grudziądzu) – czeski szlachcic z wybitnego rodu Valdsteinów mającego siedzibę koło Żelaznego Brodu w północnych Czechach. Dowódca czeskich zaciężnych w służbie polskiej podczas wojny trzynastoletniej 1454–1466. Odegrał znaczącą rolę podczas działań na Warmii, w Prusach Dolnych i na Zalewie Wiślanym.

## Życiorys
Wcześniejsze losy są nieznane. Podczas wojny trzynastoletniej początkowo zaciągnął się do służby dla Krzyżaków, ale już w roku 1455 z powodu zaległości w płaceniu żołdu przeszedł na służbę do króla Kazimierza Jagiellończyka i służył wiernie do końca wojny trzynastoletniej. W 1455 r. ze swym oddziałem wkroczył do zajętych przez Związek Pruski warmińskich miast Braniewa i Fromborka. Stąd organizuje wypady na sąsiednie zamki i miasta. Wykorzystując braniewskie okręty kaperskie i obsadzając je czeskimi zaciężnymi prowadził działania na wybrzeżu Zalewu Wiślanego.
Jan Skalski z dużym powodzeniem stosował taktykę współdziałania sił wodnych (statki braniewskie, a później fromborskie) i własnych zaciężnych w operacjach na niewielką skalę na Zalewie Wiślanym i Bałtyku. Takie ataki wykonał m.in. w czasie oblegania przez wojska zakonu Welawy (1460), Sępopola (1461) i Fromborka (1462). Był to prawdopodobnie jedyny przykład działania czeskich wojsk na morzu.
Był to najaktywniejszy polski oddział w Prusach, jednak w wyniku coraz większej uciążliwości czeskiej załogi braniewscy mieszczanie nawiązali kontakty z biskupem warmińskim Pawłem Legendorfem, który dążył do odzyskania dominium warmińskiego. W efekcie w nocy 10 września 1461 r. braniewianie wykorzystując nieobecność Skalskiego zaatakowali załogę czeską i zdobyli miasto oddając je biskupowi. Nie mogąc się pogodzić z utratą tak ważnego punktu strategicznego Jan Skalski podjął 29 listopada 1461 r. nieudaną próbę odbicia Braniewa, podczas której został ranny. Na swoją siedzibę obejął Frombork i stąd do końca wojny prowadził działania na lądzie i wodzie. W sierpniu 1462 r. dołączył do Piotra Dunina i wspólnie przez kilka dni bezskutecznie oblegają Braniewo. W roku 1462 obronił Ornetę, w 1463 zaatakował Świętomiejsce, a w 1466 zdobył Pieniężno. Prowadząc działania jako samodzielny dowódca często nadużywał władzy wobec miejscowej ludności lub atakując sojusznicze statki, jednak przez cały okres wojny wyróżnił się wśród zaciężnych wytrwałością i wiernością w służbie króla Kazimierza Jagiellończyka.
Po wojnie Jan Skalski pozostał Polsce i za zaległy żołd otrzymał od króla zamek grudziądzki wraz ze starostwem. Ożenił się z Dorotą z Kleczewa z pruskiego rodu Kletzów (Kleczewskich), miał dziecko, które wkrótce zmarło.